# モルドバ科学アカデミー

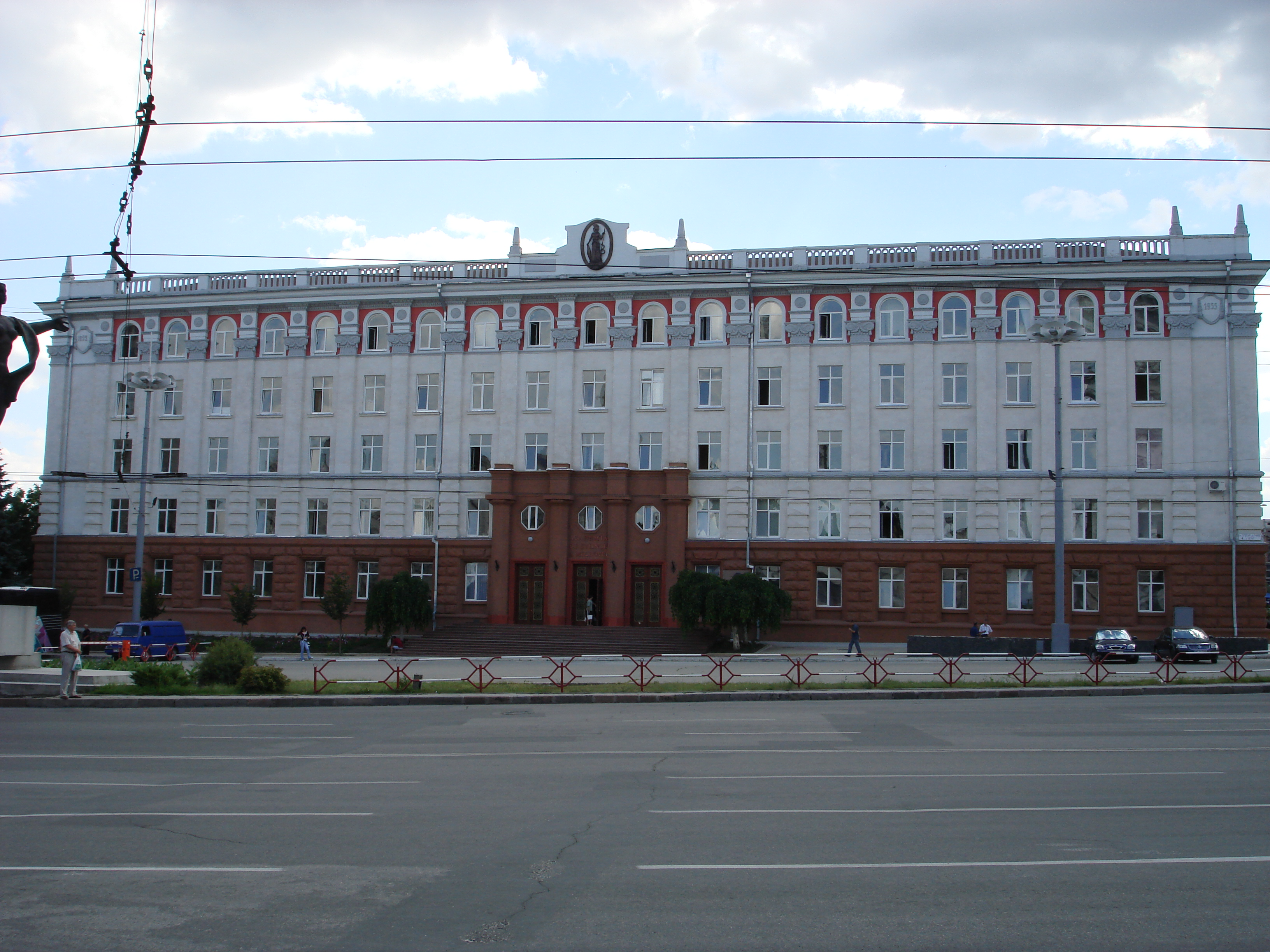
モルドバ科学アカデミー

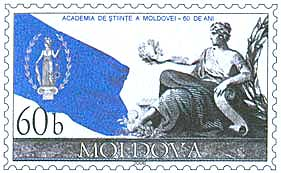
モルドバ科学アカデミー設立60周年記念切手

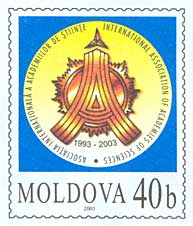
国際アカデミー記念切手

モルドバ科学アカデミー（ルーマニア語：Academia de Ştiinţe a Moldovei、露: Акаде́мия нау́к Молда́вии)は、モルドバ共和国の最高科学機関。
同国の自然科学および社会科学の基礎研究の中心的存在である。1961年にソビエト連邦科学アカデミーのモルドバ支部を母体として設立された。
所在地はキシナウ。

## 歴史
1946年6月、ソビエト連邦科学アカデミー理事会は、キシナウにソビエト連邦科学アカデミー・モルダビア研究所を設立することを決定した。ソビエト連邦科学アカデミー研究員のヴャチェスラフ・ヴォルギンが所長に就任した。
1949年10月、この研究所は、ソビエト連邦科学アカデミー・モルドバ支部に改組された。
1954年、歴史家ヤキム・グロスルが所長となった。
1961年8月2日、モルドバ科学アカデミーがキシナウに設立された。最初の正会員は、化学者のアントン・アブロフとゲオルゲ・ラズリエフスキー、数学者のウラジミール・アンドルナキエフ、言語学者のヨシフ・ヴァルチシャン、歴史家のヤキム・グロスル、技術物理学者のボリス・ラザレンコ、作家のアンドレイ・ルパン、生物学者のプロコフイ・ドボルニコフ、ヤコフ・プリンス、アレクセイ・スパスキー、経済学者のヴァシリー・チェルヴィンスキーであった。
また、最初の準会員が承認された。生物学者のイワン・ディクサル、ラザル・ドロホフ、アナトリー・コヴァルスキー、コンスタンチン・モラル、ミハイル・ヤロシェンコ、言語学者のニコライ・コレチャーヌ、化学者ユーリー・リアリコフ、機械工学者のユリ・ペトロフ、地理学者マカリイ・ラドュール、歴史家エフゲニイ・ルセフ、醸造学のピュートル・ウングリャン、経済学者ニコライ・フローリフ、エネルギー学のゲオルギイ・チャリである。
主要な研究分野はつぎのとおり。
農業生産性の向上に関する問題、農業化学、生物活性物質の化学、半導体物理学、さまざまな技術分野における電場と放電の応用、複合化合物の化学、経済学、モルドバ人民の歴史、文学、言語など。
ソ連時代には、「モルドバ共和国科学アカデミーニュース」（1962年～、モルドバ語・ロシア語）、雑誌「電子材料加工」（1965年～）「モルドバ語文学」（1958年～、モルドバ語）などの出版や、「モルドバ・ソビエト百科事典」を発行した。

## ソ連崩壊後
2005年1月1日現在、科学アカデミーには2107人の職員がおり、そのうち952人が研究者で、540人が博士号を取得していた。
2009年9月、モルドバ科学アカデミーに大学が開校した。

## 2017年の改革
2017年10月、モルドバ大統領イゴル・ドドンは、モルドバ科学アカデミーの改革を想定した、次の内容を主要な柱とする法律に署名した。
- アカデミーの多くの部門は、教育・文化・研究省の管轄に移される。
- 科学研究のための資金を分配するために、モルドバ政府直属の研究開発庁が設立される。

## 経営管理部門
- 理事長：2019年4月9日からイオン・ティギニャーニュ（2018年11月28日～2019年4月9日は代行）。
- 副理事長：テオドル・ファードゥイ、マリアナ・シュラパック。
- 最高科学責任者：ボリス・ガイナ。

科学部門
- 生物・化学・環境科学
- 医学系
- 物理・工学系
- 経済科学系
- 人文・芸術系
- 農学系

## 歴代理事長
- ヤキム・グロスル（1961年8月2日～1976年9月28日）
- アレクサンドル・シュチェンコ (1977年6月～1989年11月10日)
- アンドレイ・アンドリーシュ（1989年11月10日～2004年2月5日）
- ゲオルギー・ドゥカ (2004年2月5日～2018年11月28日)
- イオン・ティギニューニュ(2019年4月9日から、2018年11月28日～2019年4月9日代行)

## 所在地
モルドバ共和国 キシナウ ステファン・セル・マーレ大通り MD 2001
電話：(+373 22) 27-14-78.
座標:北緯47度0分48秒 東経28度50分50.30秒 / 北緯47.01333度 東経28.8473056度